# Aparelho (arquitetura)

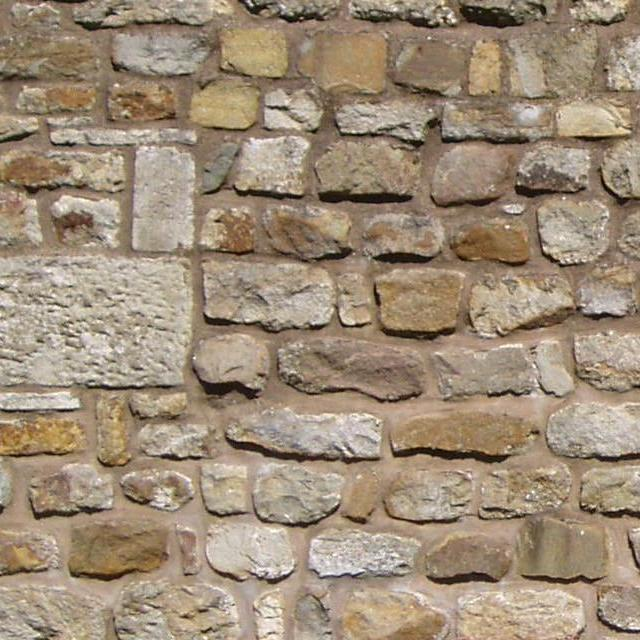
Aparelho irregular

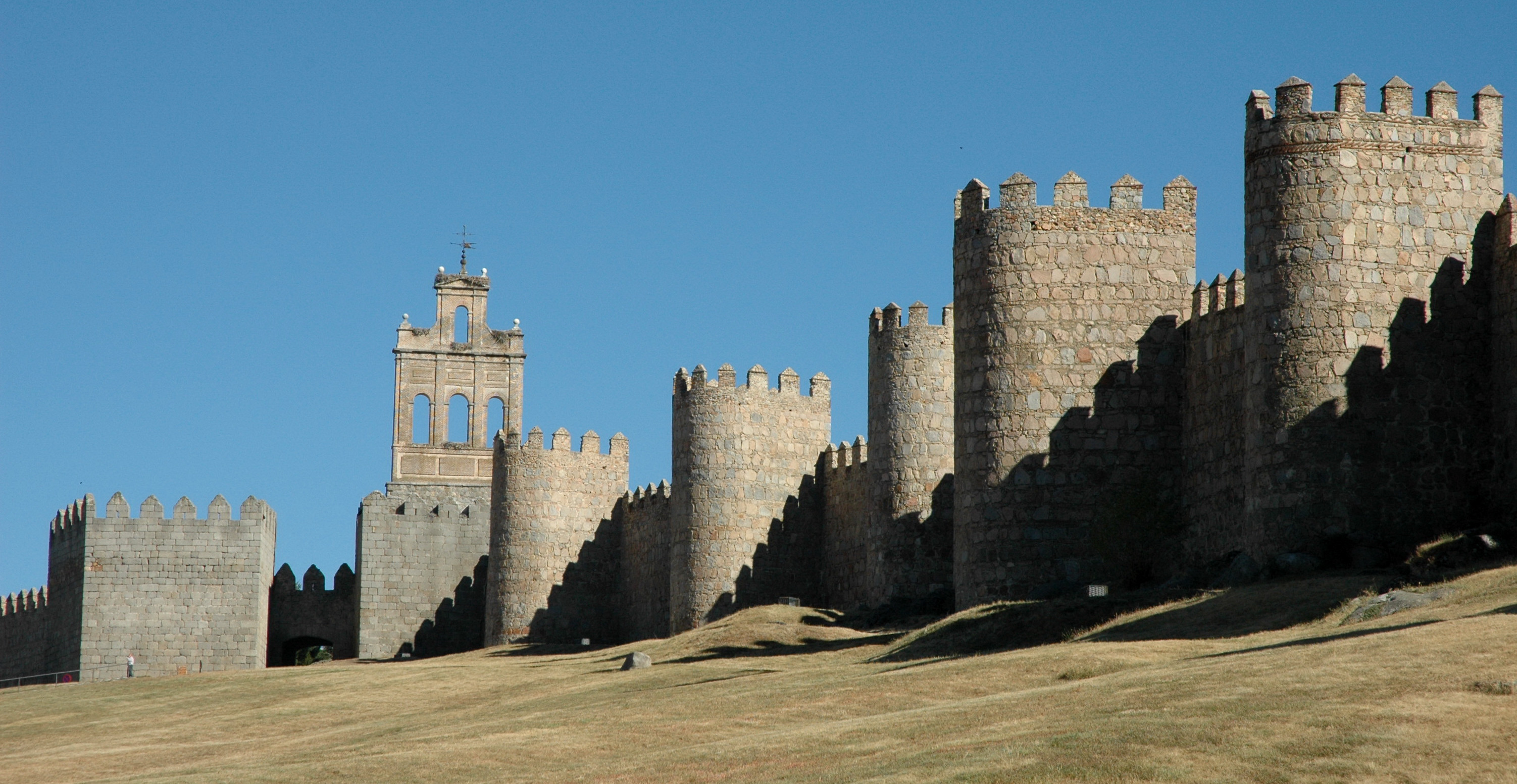
Muralhas de Ávila; com zonas de aparelho regular outras irregular.

Aparelho é o termo no qual, na Arquitectura e Engenharia, se designa a técnica para disposição ou forma na qual pedras e tijolos são assentados. Os tijolos ou pedras são assentados numa parede, muro, arco ou cúpula de modo que, ao serem dispostos em ligamento uns com os outros, sua junção seja aumentada, dando maior solidez e estabilidade.

## Tipos de aparelho
O aparelho pode ser:
- Aparelho regular;
- Aparelho irregular;
- Aparelho grande - quando as pedras/tijolos têm mais de 30 cm;
- Aparelho pequeno - quando as pedras/tijolos têm menos de 20 cm;
- Aparelho médio - quando as pedras/tijolos têm entre 20 e 30 cm.

### Aparelho de tijolo
O chamado tijolo burro, divido às suas dimensões regulares, presta-se a uma vasta gama de aparelhos:
- Aparelho à meia vez - consiste em colocar uma fila de tijolos, e a fila superior fica deslocada "meio tijolo" para o lado; a fila que se sucede vai ter a mesma configuração da primeira.
- Aparelho francês - consiste em colocar pares de tijolos alternadamente (em filas) "esquerda-direita" / "frente-trás".
- Aparelho inglês - igual ao aparelho francês, mas a posição também se altera nas próprias filas.
- Aparelho ao alto ou ao cutelo - semelhante ao aparelho à meia vez, mas o tijolo encontra-se na vertical
- Aparelho aberto - consiste na colocação dos tijolos alternados com espaços vazios

### Aparelhos de alvenaria de pedra
Existem três tipos de aparelho para construções em alvenaria de pedra:
- Perpianho - as pedras são trabalhadas e estão organizadas de forma regular ao longo de toda a estrutura;
- Poligonal Rústico - as pedras não são trabalhadas e estão disposta aleatoriamente ao longo da estrutura;
- Parcial - as pedras não são trabalhadas, mas da maneira como são dispostas parecem ter alguma regularidade ao longo da estrutura.

## Aparelhos romanos
Os romanos desenvolveram muito a construção civil e, para isso, desenvolveram novos métodos de construção. Dentro desses métodos de construção podemos definir uma vasta lista de tipos de aparelho:
- opus quadratum

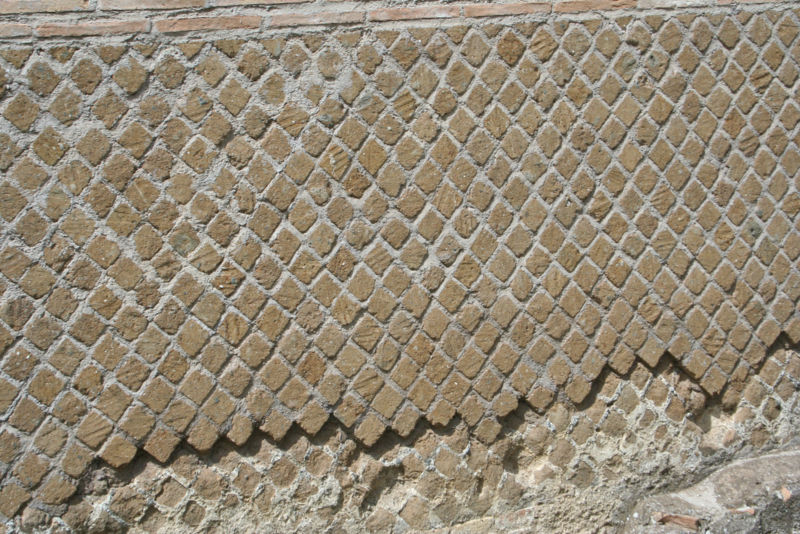
Opus reticulatum.

- opus caementicium, o qual se divide em:
  - opus incertum
  - opus quasi reticulatum
  - opus reticulatum
  - opus mixtum
  - opus latericium ou opus testaceum.
  - opus vittatum
  - opus sectile
- opus spicatum